# Doda (imię)
Doda – imię żeńskie pochodzenia germańskiego. Forma męska Dodo. W krajach anglosaskich jest skrótem od imienia Dorota.

## Osoby noszące imię Doda
- Doda – żona Arnulfa z Metzu
- Doda z Reims – święta katolicka z VII w.